# Unionsupplösningen

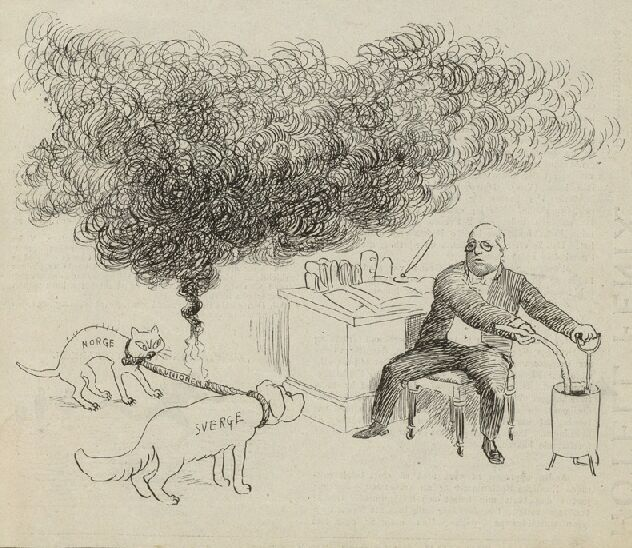
Skämtteckning ur Söndags-Nisse från 12 februari 1905, betitlad "Brister bandet?", apropå konsulatfrågan. Den svenske statsministern Erik Boström gör valhänta försök att släcka elden som hotar att lösgöra den ilskna katten Norge från den loje hunden Sverige.

Unionsupplösningen mellan Sverige och Norge ägde rum år 1905 när tudelningen av personalunionen Förenade Konungarikena Sverige och Norge proklamerades av Norge den 7 juni, föredrogs av en överväldigande majoritet i en norsk folkomröstning den 13 augusti och accepterades av Sverige den 26 oktober.

## Bakgrund

### Unionen Sverige-Norge 1814
Vid freden i Kiel var kungen av Danmark-Norge tvungen att avstå Norge till kungen av Sverige. Kieltraktatet mottogs med förbittring i Norge, och ståthållaren Christian Fredrik ställde sig i spetsen för ett norskt uppror med krav på självständighet. Den 17 maj 1814 blev konungariket Norges grundlag fastställd i Riksförsamlingen på Eidsvoll och Kristian Fredrik blev vald till norsk kung. Sverige gick samma sommar i krig mot Norge för att genomdriva unionen efter Kieltraktatets bestämmelser. Men genom Mosskonventionen av den 14 augusti ingick parterna vapenstillestånd och Sveriges kronprins Karl Johan gick med på att låta Norge behålla grundlagen och inre självstyre mot att Christian Fredrik skulle abdikera samt att Stortinget skulle välja den svenske kungen till norsk kung.
Norge behövde bara godta de ändringar i grundlagen som ingången i unionen gjorde nödvändiga, och landet fick bestå som en självständig stat i personalunion med Sverige. Länderna hade inga andra gemensamma institutioner förutom kungen och utrikesförvaltningen som var underställd svensk kontroll.

### Maktkamp mellan kungen och Stortinget

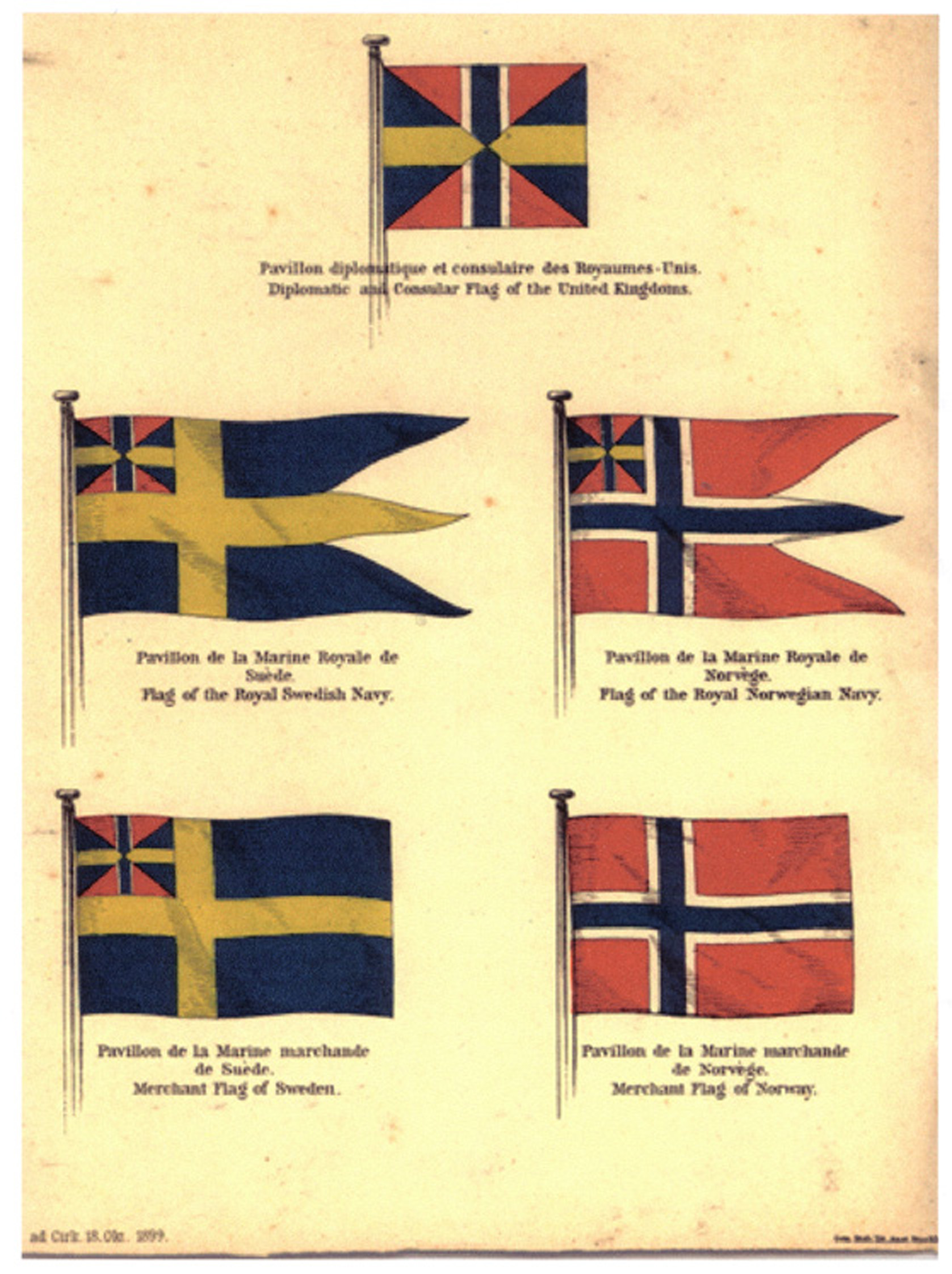
Sveriges och Norges flaggor efter att unionsmärket togs bort från norska flaggan 1899. Cirkulär från Kongl. Utrikesdepartementet 18 oktober 1899.

Striden mellan Karl XIV Johan m.fl. senare kungar och det norska Stortinget om vem som hade makten kulminerade 1884, då kungen var tvungen att böja sig för att hans regering måste ha stöd hos en majoritet i Stortinget (parlamentarism). 
I Sverige genomfördes parlamentarismen 1917 och processerna för demokratins utveckling i de två länderna och kungamaktens urholkning var parallella. Men i allmänhet skedde stegen tidigare i Norge då grundlagen var radikalare och kungen var oftast inte i Oslo. I Sverige sågs kungen enbart som konservativ, i Norge fick processen ett något annat perspektiv. Svenska riksdagen hade också finansierat kriget 1814 under förevändningen att Norge skulle bli svenskt men Norge fick bara en "svensk kung" och Sverige ingenting. Detta gjorde att svenska politiker sökte stärka unionen, något som norska politiker motsatte sig. Viss osämja uppstod mellan politiker i de båda länderna, men också uppfattningar om brödrafolk och skandinavism var starka inslag.
Den rena norska flaggan blev från 1879 också en symbolfråga för unionens motståndare. Unionsmärket i båda ländernas flaggor, sammansatt av flaggornas respektive färger, infördes 1844 för att markera staternas lika ställning och var därför populär i början. Då motståndet mot unionen ökade blev unionsmärket en stridsfråga, den så kallade Flaggfrågan (skämtsamt benämndes unionsmärket "Sillsallaten"). 
Det liberala partiet Venstre drev igenom den rena norska flaggan 1898 utan kunglig sanktion. 1899 gav kung Oscar II upp och stadfäste lagen vilket ledde till skarpa protester från konservativt håll i Sverige.

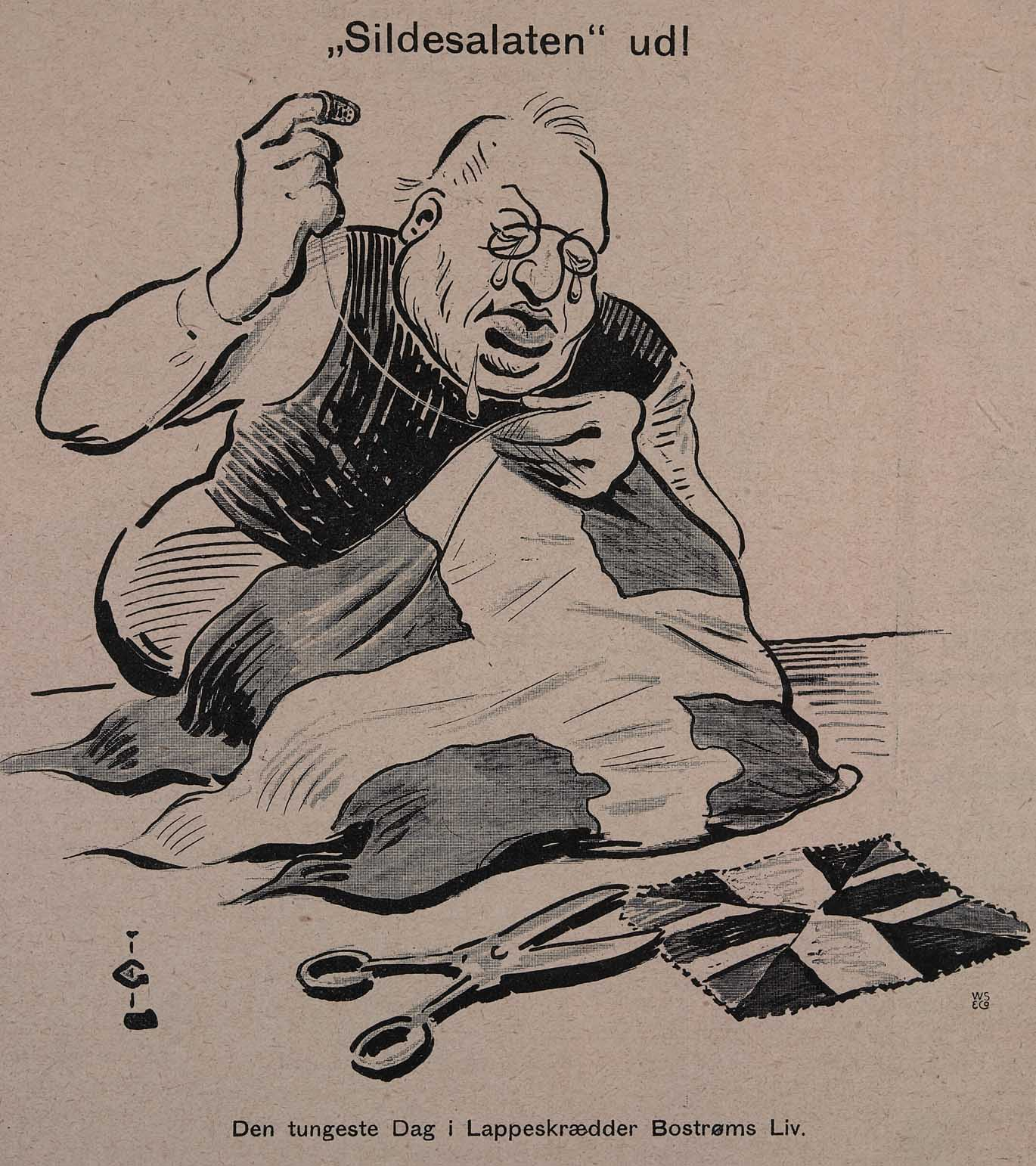
Norsk karikatyr visar Boström som en gråtande skräddare. Han hade tidigare på året avgått som statsminister och hade sanktionerat den rena norska flaggan.

### Konsulatfrågan
Konsulatfrågan var en av grundorsakerna till att unionen mellan Sverige och Norge upplöstes. Då Norge 1814 var tvunget att godta unionen med Sverige fick kungen ansvaret för utrikesaffärerna på båda ländernas vägnar, och utrikesdepartementet (UD) låg i Stockholm. Senare hamnade UD under framför allt den svenska regeringens kontroll genom kungamaktens successiva urholkande under 1800-talet. Därför fanns det bara unionslegationer och konsulat runt om i världen underställda utrikesdepartementet i Stockholm. 
Det var långt till Stockholm från Oslo på 1800-talet för att framföra norska utrikes- och konsulärintressen till den gemensamma förvaltningen. Då Norge från 1850 och senare blev en stor sjöfartsnation, var det oftast norrmän som behövde hjälp av konsulerna. Dessa var inte särskilt snabba med att ta sig an norska intressen och det fanns inte alltid konsulat i de stora handelsstäderna där norska skepp behövde bistånd. Norskt sjöfolk och skeppsredare blev mer och mer missnöjda med att konsulaten var styrda från Stockholm. 
Redan på 1830-talet erkändes från svenskt håll att Norge i utrikespolitiskt avseende inte fått en likaberättigad ställning med Sverige. År 1839 tillsattes den första stora unionskommittén med syfte att försöka åstadkomma likställighet mellan Sverige och Norge även på det utrikespolitiska området. Kommittén fick flera efterföljare, men de erbjudanden som gjordes Norges folk om ökat inflytande på de utrikes ärendenas behandling blev i regel avvisade. Norrmännens önskemål var att Norges diplomatiska angelägenheter skulle handhavas av en norsk utrikesminister utan "samrøre" med den svenska diplomatin.  De ville öppna eget utrikesdepartement och egna konsulat. Detta vägrade kungen att gå med på. Riksakten förutsatte gemensamhet i utrikespolitiken, och problemet blev olösligt inom unionens ram.
Ett norskt konsulatväsende blev en symbolfråga för unionsmotståndarna i Venstre och sågs som ett steg på vägen mot en egen utrikesförvaltning och en eventuell unionsupplösning.  Konsulers uppgift är att övervaka att deras landsmän bli skyddade mot rättskränkningar. Men om svårare tvister uppkommer måste konsuln lämna ifrån sig saken till sitt lands diplomatiska sändebud, och därmed lyder den under utrikesministern. Därför kunde man från svensk sida inte medge norrmännen egna konsuler på annat villkor än att utrikesministern skulle ha rätt att utöva tillsyn över både de norska och de svenska konsulerna. Men det ville norrmännen inte gå med på. Ett svenskt anbud om "gemensam utrikesminister, svensk eller norsk man", blev också avvisat.
De båda nationerna hade också blivit olika, samhällsförhållanden hade under århundraden före unionen utvecklats i skilda riktningar. Skjöldebrand gjorde på sin tid iakttagelsen om de båda folkens psykologi att "svenskarne i allmänhet helt och hållet sakna en egenskap, som de norske äga till en ytterlighet – det är nationalstolthet. Vi svenskar", skrev han, "älska i allmänhet att nedsätta allt, som är svenskt. Den store människokännaren Gustav Vasa hade redan i sin tid funnit denna böjelse hos sin nation och sade i ett brev till sin son Erik: ’De kacker i eget bo’."
Ett ypperligt agitationsämne fick den norska vänstern i några förflugna ord av den svenske statsministern Gustav Åkerhielm om nödvändigheten av att ordna det svenska försvaret så att man vid behov kunde "tala svenska både mot öster och väster". Yttrandet, som fälldes vid ett enskilt möte angående Sveriges försvarsfråga inom första kammaren år 1891, inrapporterades till den norska vänsterns högkvarter och blev i den förvanskade formen "tala svenska med norrmännen" snart ett bevingat ord i unionsdiskussionen. Följden blev att Åkerhielm fick avgå.
Då Sverige 1895 hotade med militärmakt för att hålla Norge kvar i unionen försvann ett av det konservativa partiet Høyres viktigaste argument för unionen – att Norge var bättre militärt skyddat inom unionen än utanför densamma. Norge köpte pansarskepp och byggde försvarsanläggningar nära gränsen och förhållandet mellan de två staterna blev bara värre.

## 1905

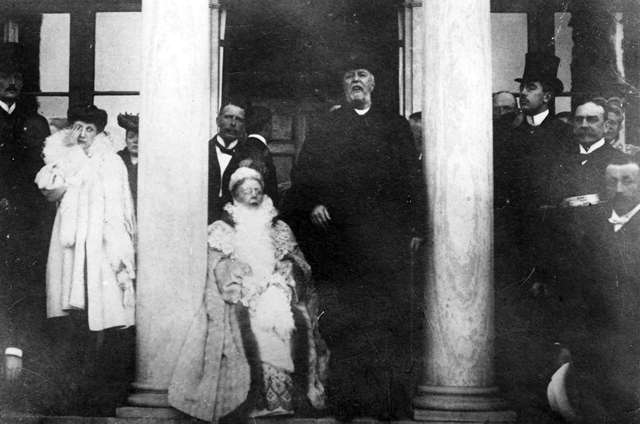
Oscar II håller tal på trappan till Rosendals slott på Djurgården i Stockholm i samband med unionsupplösningen 1905. Till vänster om kungen sitter drottning Sofia och ytterligare till vänster står prins Carl och den gråtande prinsessan Ingeborg. Till höger återfinns kronprins Gustaf.

Mot slutet av unionen växte det norska missnöjet. Høyre ville behålla unionen om denna förändrades till att vara mellan två helt likställda stater medan Venstre krävde full oavhängighet. Även andra faktorer bidrog till att ett brott på unionsbanden verkade sannolikt under åren fram till 1905.
Trots förhandlingar i många år brast banden våren 1905. Dagen efter firandet av den 17 maj antog stortinget en lag om eget norskt konsulatväsen. Om dessa konsulers förhållande till den gemensamme utrikesministern fanns inte ett ord stadgat. Lagen skulle träda i kraft i april 1906. Därmed skulle kungen berövas sin grundlagsenliga rätt att tre gånger genom veto omintetgöra stortingets beslut i lagfrågor, en kunglig rättighet som dittills alltid blivit respekterad i Norge. Kung Oscar II vägrade att sanktionera lagen med motiveringen att konsulatväsendet, såsom varande en unionell angelägenhet, inte kunde förändras utan överenskommelse mellan Sverige och Norge.
Då svarade den norska regeringen med att inte kontrasignera kungens beslut. Regeringen lämnade in sig avgångsansökan som kungen vägrade att ta emot, eftersom kungen inte lyckats besätta platserna på nytt med personer som var villiga att bilda regering. Den 7 juni förklarade Stortinget att "föreningen med Sverige under en kung upphört till följd av att kungen upphört att fungera som norsk kung". Han klarade nämligen inte av att förse landet med en regering, något som han enligt norsk grundlag var förpliktigad till. Skrivelsen slutade dock med en anhållan där stortinget ville ge vittnesbörd om att "det norska folkets kamp för fäderneslandets fulla självständighet icke varit grundad i någon ovilja mot konungahuset eller det svenska folket". Denna anhållan gick ut på att kungen skulle tillåta en prins av svenska kungahuset att med avstående från sin arvsrätt till Sveriges tron mottaga norska folkets val till kung och därigenom "inleda en era av fred, endräkt och trofast sammanhållning i Norden". I förvissning om detta uttalade stortinget till sist "den säkra förhoppningen, att vad som nu skett skall vända sig till det bästa för alla, även för Ers Maj:t, för vars person det norska folket skall bevara sin högaktning och tillgivenhet oförsvagad".

### Folkomröstning om unionen (augusti)

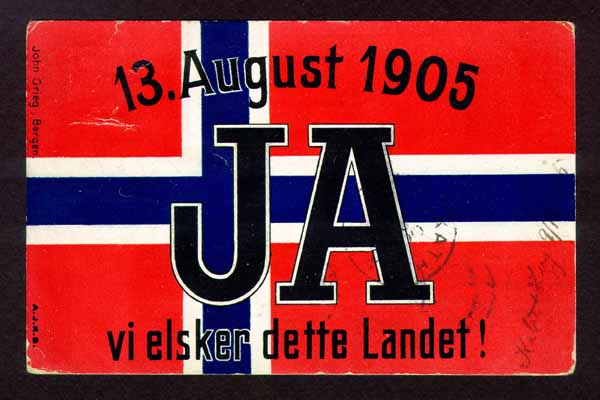
Vykort från tiden för omröstningen.

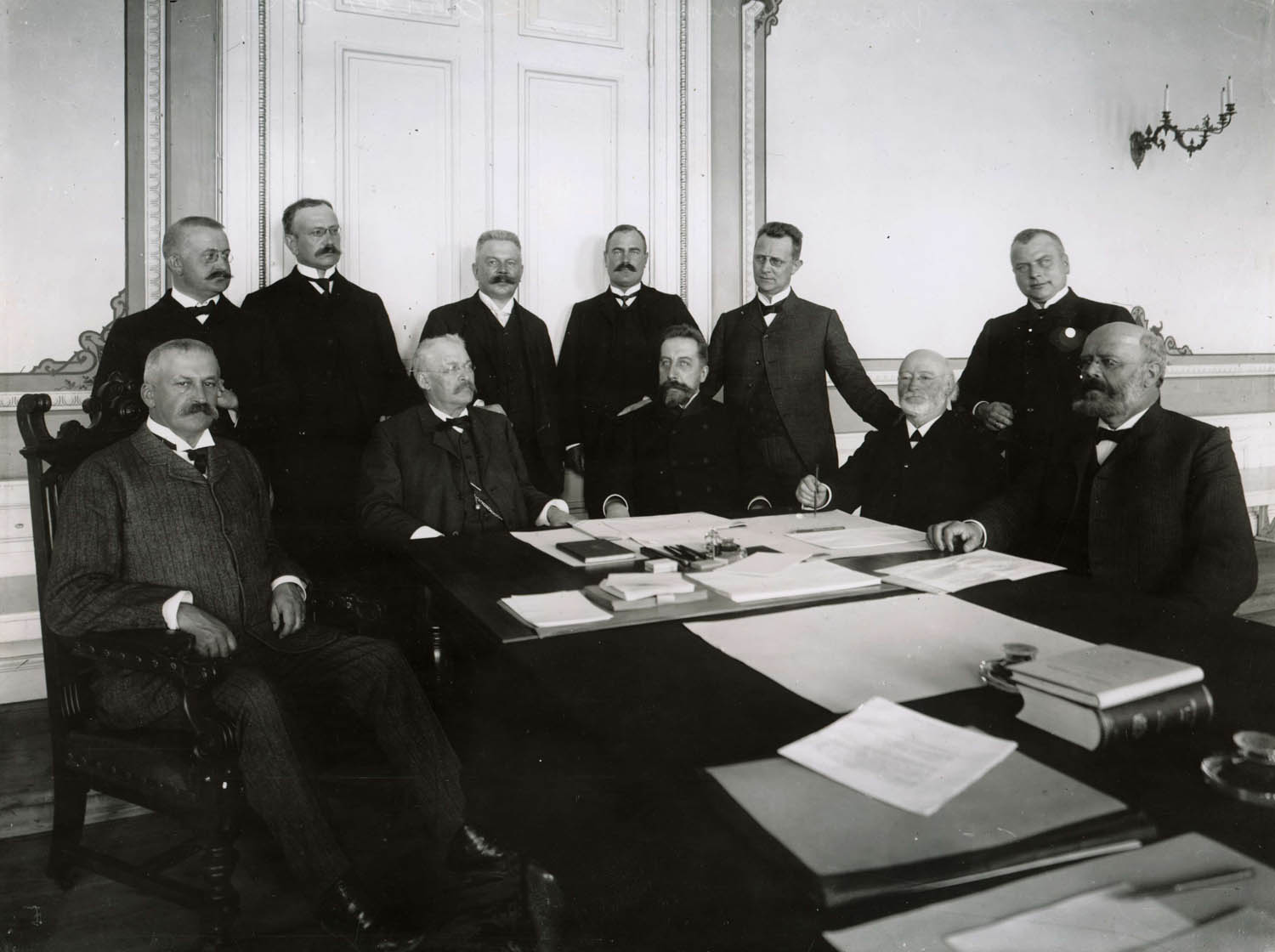
Unionsförhandlingar vid Karlstadskonferensen 1905. Stående från vänster: Johannes Hellner, Hjalmar Hammarskjöld, Karl Staaff, Berg, Benjamin Vogt, Andreas Urbye. Sittande från vänster: Fredrik Wachtmeister, Christian Lundeberg, Christian Michelsen, Carl Berner, Jørgen Løvland.

Reaktionen i Sverige blev våldsam, och det hotades med maktmedel. Sveriges riksdag krävde en folkomröstning i Norge som villkor för att godkänna unionsupplösningen. Norges regering och Storting förekom svenskarna genom att utlysa en folkomröstning innan kravet blev officiellt framfört från svensk sida. Därmed fick norrmännen själva bestämma formuleringen som folket hade att ta ställning till, som inte blev ett ja eller nej till unionsupplösningen utan till att bekräfta den brytning som enligt norsk uppfattning redan skett.
Den 13 augusti hölls folkomröstningen och 85 % av de röstberättigade deltog. Det var allmän rösträtt för män över 25 år. Kvinnorna var därmed utestängda men de organiserade sin egen underskriftskampanj. Omröstningen gav en överväldigande majoritet för upplösning av unionen. 368 208 röstade ja till "stadfästa upplösningen av unionen", medan endast 184 röstade nej.

### Karlstadskonventionen (september)
Genom folkomröstningen var Riksdagens villkor för att förhandla om unionsupplösningen infriat och parterna enades om att förlägga förhandlingarna till den svenska staden Karlstad som låg mitt emellan de två huvudstäderna. Fyra delegater från respektive land möttes i Frimurarlogen i Karlstad 30 augusti.
Mitt i september var situationen fastlåst och krigsfaran betraktades som överhängande i båda länderna. Norge mobiliserade 13 september och hade några få dagar senare 22 500 man under vapen i gränstrupperna och i marinen. Vid Bohusläns kust låg svenska flottan med ångan uppe natt och dag för att vid första signal kunna gripa in. I det längsta strävade de norska underhandlarna emot, speciellt beträffande kraven på att gränsfästningarnas skulle demoleras, och den sista dagen var den uppfattningen förhärskande, åtminstone bland de svenska förhandlarna, att kriget trots allt skulle komma. Det mest spännande ögonblicket symboliserades av den norske utrikesministern Jørgen Løvlands åtgärd att ta fram klockan för att – som han när han tillfrågades svarade – se efter på vilket klockslag kriget brutit ut.
Men parterna enades kort därefter och den 23 september undertecknades Karlstadkonventionen. Det blev överraskande fort enighet mellan två länder som några få veckor tidigare varit på randen till krig.
Norge måste riva de flesta av sina försvarsanläggningar vid gränsen mot Sverige som i gengäld godtog Norges krav om en demilitariserad zon även på den svenska sidan av gränsen. Parterna förpliktigade sig att lösa framtida konflikter genom internationell förlikning.

### Svenskt erkännande (oktober)

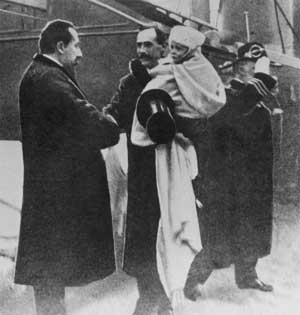
Kung Håkon VII (tidigare prins Carl av Danmark) ankommer till Norge med kronprins Olav (tidigare prins Alexander) på armen. Statsminister Christian Michelsen önskar välkommen till Norge.

Efter Karlstadsfördraget kunde Sveriges riksdag slutligen erkänna Norges oavhängighet den 26 oktober 1905. Samtidigt abdikerade Oscar II formellt som norsk kung och avslog ett erbjudande att låta en av sönerna överta tronen. Enligt svensk uppfattning var Norges ensidiga oavhängighetsförklaring daterad den 7 juni icke-lagenlig och det egentliga datumet för unionsupplösningen var den 26 oktober.
Ett svenskt erkännande och kung Oscars tronavsägande öppnade för att Norge även kunde vinna internationellt erkännande och upprätta diplomatiska förbindelser med andra stater.

### Folkomröstning om monarkin (november)
Då Sverige hade erkänt unionens upplösning och Norges oavhängighet den 26 oktober, kunde den norska regeringen efter hand öppet förhandla med den danske prins Carl om att överta tronen. Prinsen krävde emellertid att en folkomröstning om att erbjuda tronen skulle genomföras för att försäkra sig om folkets förtroende. Den hölls den 12 och 13 november och gav en klar majoritet för regeringens önskan om att erbjuda tronen till prins Carl. Reellt var det en omröstning för eller emot monarki eller republik och så uppfattades frågan av de flesta. Dock var den officiella folkomröstningsfrågan om att säga ja eller nej till att fråga prins Carl om att låta sig väljas till norsk kung.
Stortinget valde formellt prins Carl till norsk kung den 18 november, och han accepterade samma kväll, i det att han kungjorde att han tog namnet Håkon VII och att han gav sin son namnet Olav. Den nya kungafamiljen ankom till huvudstaden Kristiania (Oslo) den 25 november 1905.

## Följder
- Oscar II ändrade sitt valspråk från "Brödrafolkens väl" till "Sveriges väl".[9]

### Fotnoter
1. 1 2 3  Grimberg, Carl. ”308 (Svenska folkets underbara öden / IX. Den sociala och kulturella utvecklingen från Oskar I:s tid till våra dagar samt De politiska förhållandena under Karl XV:s, Oscar II:s och Gustaf V:s regering 1859-1923)”. runeberg.org. https://runeberg.org/sfubon/9/0310.html. Läst 23 juni 2023.
2. 1 2  Grimberg, Carl. ”309 (Svenska folkets underbara öden / IX. Den sociala och kulturella utvecklingen från Oskar I:s tid till våra dagar samt De politiska förhållandena under Karl XV:s, Oscar II:s och Gustaf V:s regering 1859-1923)”. runeberg.org. https://runeberg.org/sfubon/9/0311.html. Läst 23 juni 2023.
3. 1 2 3  Grimberg, Carl. ”311 (Svenska folkets underbara öden / IX. Den sociala och kulturella utvecklingen från Oskar I:s tid till våra dagar samt De politiska förhållandena under Karl XV:s, Oscar II:s och Gustaf V:s regering 1859-1923)”. runeberg.org. https://runeberg.org/sfubon/9/0313.html. Läst 23 juni 2023.
4. ↑  Grimberg, Carl. ”312 (Svenska folkets underbara öden / IX. Den sociala och kulturella utvecklingen från Oskar I:s tid till våra dagar samt De politiska förhållandena under Karl XV:s, Oscar II:s och Gustaf V:s regering 1859-1923)”. runeberg.org. https://runeberg.org/sfubon/9/0314.html. Läst 23 juni 2023.
5. 1 2 3  Grimberg, Carl. ”313 (Svenska folkets underbara öden / IX. Den sociala och kulturella utvecklingen från Oskar I:s tid till våra dagar samt De politiska förhållandena under Karl XV:s, Oscar II:s och Gustaf V:s regering 1859-1923)”. runeberg.org. https://runeberg.org/sfubon/9/0315.html. Läst 23 juni 2023.
6. ↑  Grimberg, Carl. ”314 (Svenska folkets underbara öden / IX. Den sociala och kulturella utvecklingen från Oskar I:s tid till våra dagar samt De politiska förhållandena under Karl XV:s, Oscar II:s och Gustaf V:s regering 1859-1923)”. runeberg.org. https://runeberg.org/sfubon/9/0316.html. Läst 23 juni 2023.
7. ↑  ”Svensk–norska unionen - Uppslagsverk - NE.se”. www.ne.se. https://www.ne.se/uppslagsverk/encyklopedi/l%C3%A5ng/svensk-norska-unionen. Läst 12 april 2021.
8. 1 2  Grimberg, Carl. ”319 (Svenska folkets underbara öden / IX. Den sociala och kulturella utvecklingen från Oskar I:s tid till våra dagar samt De politiska förhållandena under Karl XV:s, Oscar II:s och Gustaf V:s regering 1859-1923)”. runeberg.org. https://runeberg.org/sfubon/9/0321.html. Läst 23 juni 2023.
9. ↑  Erland Lagerroth (27 mars 2005). ”Brödrafolkens gräl”. Populär historia. http://popularhistoria.se/artiklar/brodrafolkens-gral/. Läst 12 april 2017.